# El Meje
El Meje es una localidad de México perteneciente al municipio de El Arenal en el estado de Hidalgo.

## Toponimia
En idioma otomí quiere decir "Resolana".

## Geografía
A la localidad le corresponden las coordenadas geográficas 20° 15’ 33.815” de latitud norte y 98° 54’ 59.618” de longitud oeste, con una altitud de 2037 m s. n. m. Se encuentra a una distancia aproximada de 4.38 kilómetros al noroeste de la cabecera municipal, El Arenal.
En cuanto a fisiografía se encuentra dentro de las provincia del Eje Neovolcánico, dentro de la subprovincia de Llanuras y Sierras de Querétaro e Hidalgo; su terreno es de llanura y lomerío. En lo que respecta a la hidrografía se encuentra posicionado en la región del río Panuco, dentro de la cuenca del río Moctezuma, en la subcuenca del río Actopan. Cuenta con un clima semiseco templado.

## Demografía
En 2020 registró una población de 1024 personas, lo que corresponde al 5.16 % de la población municipal. De los cuales 494 son hombres y 530 son mujeres. Tiene 281 viviendas particulares habitadas.
| Gráfica de evolución demográfica de El Meje entre 1900 y 2010                                               |
| |
| Población de los censos y conteos del Instituto Nacional de Estadística y Geografía (INEGI) de 1900 a 2010. |

## Economía
La localidad tiene un grado de marginación medio y un grado de rezago social muy bajo.